# Geneva, Indiana
Geneva este o municipalitate de ordin doi (un târg, în engleză town) din districtul civil Wabash, comitatul Adams, statul Indiana, Statele Unite ale Americii.
Populația târgului fusese de 1.368 de person la data recentământului din anul 2000. Geneva este localitatea unde se găsește Limberlost Cabin, locuința natală a scriitorului și naturalistului Gene Stratton Porter.

## Geografie
Geneva se găsește la următoarel coordonate geografice 40°35′33″N 84°57′36″V / 40.59250°N 84.96000°V (40.592401, -84.960054)GR1.
Conform datelor culese la data recensământului din anul 2010, localitatea avea o suprafață totală de 3,184 km2 (ori 1.23 sqmi), dintre care 2,821 km2 sau 1.09 sqmi, care reprezintă 88.62%) este uscat, iar restul de 0,363 km2 (ori 0.14 sqmi, ori 11.38%) este apă.

## Demografie
Conform datelor culese în timpul recenământului din anul 2000 GR2, în localitate existau 1.368 de locuitori, 584 de locuințe și 369 de familii. Densitatea populației fusese de peste 459 de locuitori/km 2 (sau de peste 1.192 locuitori/milă2).